# مدرسه نیروی دریایی پرتغال
مدرسه نیروی دریایی پرتغال (پرتغالی: Escola Naval) دانشگاه نظامی وابسته به نیروی دریایی پرتغال و زیرمجموعه نیروهای مسلح پرتغال است، که در سال ۱۷۹۶ تأسیس شد.